# Светская жизнь
Светская жизнь — термин, изначально употреблявшийся для социальной жизни аристократии. В настоящее время чаще употребляется для обозначения социальной жизни элитных и богемных слоёв общества.
В исконном значении «светская жизнь» — практически то же самое что и «мирская жизнь», это общественная жизнь, только вне религии, любая общественная деятельность. Используется в выражениях: «вышел в свет», «увидел свет», в значении: «появился для общества», то есть для многих людей. «Свет» в таком случае — это любое нерелигиозное общество, не обязательно из богатых или состоятельных участников. 
Применяется не только к людям. «Вышел в свет новый роман» — значит, что данный роман был представлен людям, состоящим в социальной общности.